# Deklaracja Niepodległości Czechosłowacji
Deklaracja Niepodległości Czechosłowacji (także: Deklaracja Waszyngtońska, cz. Washingtonská deklarace, słow. Washingtonská deklarácia) – deklaracja niepodległości z 18 października 1918 zapowiadająca powstanie Czechosłowacji.
Trudna sytuacja Austro-Węgier w trakcie I wojny światowej stworzyła okoliczności dla ruchów narodowowyzwoleńczych w Europie Środkowej. W tych warunkach w maju 1918 doszło do podpisania umowy pittsburskiej, która zapowiadała utworzenie przyszłego państwa Czechów i Słowaków. Liderem środowisk dążących do uzyskania niepodległości pozostawał wówczas Tomáš Masaryk. 18 października 1918 w Waszyngtonie wystąpił on z uroczystą deklaracją niepodległości, w której zapowiedziano republikański ustrój państwa, gwarancję wolności sumienia, religii, nauki i prasy. 10 dni później, 28 października 1918, Czechosłowacka Rada Narodowa przyjęła pierwszą ustawę, w której stwierdzono utworzenie państwa czechosłowackiego.